# Liste ukrainischer Maler
Ukrainische Maler, alphabetisch

## A
- Fedir Aaronskyj (1742–1825)
- Sawyn Abryssowskyj (1874–1900)
- Roman Adamowytsch (* 1945)
- Serhij Adamowytsch (1922–1998)
- Kasymyr Ahnit-Sledsewskyj (1898–1973)
- Akhra Ajinjal (* 1962)
- Oleksandr Aksinin (1849–1985)
- Zofia Albinowska-Minkiewiczowa (1886–1972)
- Mychajlo Alissow (1859–1933)
- Wassyl Albitschuk (1909–1995)
- Aljoscha (* 1974)
- Alexander Altman (1878–1932)
- Natan Altman (1889–1970)
- Emma Andijewska (* 1931)
- Mychajlo Andrijenko-Netschytajlo (1894–1982)
- Andrij Antonjuk (1943–2013)
- Petro Antyp (* 1959)
- Wiktor Arnautow (1896–1979)
- Boris Artzybasheff (1896–1979)
- Anatolij Assaba (1943–1986)
- Hajane Atajan (* 1959)
- Wsewolod Awerin (1899–1965)
- Oleksandr Azmantschuk (1923–1974)

## B
- Iwan Babij (1896–1949)
- Mykola Babak (* 1954)
- Oleksandra Babkowa (1923–2006)
- Rafael Bahautdinow (1931–2017)
- Rem Bahautdinow (1927–)
- Wudon Baklyzkyj (1942–1992)
- Wolodymyr Baljas (1906–1980)
- Jakow Petrowitsch de Balmen (1813–1845)
- Igor Baranko (* 1970)
- Wladimir Dawidowitsch Baranow-Rossiné (1888–1944)
- Nikolai Bartossik (1951–2023)
- Marie Bashkirtseff (1858–1884)
- Borys Be-scha (1895–1968)
- Pawlo Bedsyr (1926–2002)
- David Bekker (1940–2022)
- Iryna Beklemischewa (1903–1988)
- Mychajlo Berkos (1861–1919)
- Walentyn Bernadskyj (1917–2011)
- Roman Bespalkiw (1938–2009)
- Dmytro Bespertschyj (1825–1913)
- Danylo Besuhlyj (1914–1977)
- Iwan Basylewskyj (1935–2024)
- Mykola Basyljew (1914–1988)
- Petro Bewsa (* 1963)
- Ostap Biljawskyj (1740–1803)
- Nadija Bilokin (1893–1981)
- Kateryna Bilokur (1900–1961)
- Heorhij Bjelzow (1920–2009)
- Vladimir Bobri (1898–1986)
- Nikolai Bodarewski (1850–1921)
- Oleksandr Bohomazow (1880–1930)
- Kostjantyn Bohajewskyj (1872–1943)
- Wolodymyr Bohuslawskyj (* 1954)
- Mychajlo Bojtschuk (1882–1937)
- Tymofij Bojtschuk (1882–1922)
- Jossyp Bokschaj (1896–1975)
- Wladimir Lukitsch Borowikowski (1757–1825)
- Platon Boryspolez (1805–1880)
- Mychajlo Boschij (1911–1990)
- Iwan Botko (1914–1990)
- Mychajlo Brjanskyj (1830–1908)
- Illja Brodlakowytsch (17 Jhr.)
- Jewhen Bukowezkyj (1866–1946)
- Oleksa Bulavytsky (1916–2001)
- Walentyn Bunow (1917–1997)
- Mykola Buratschek (1871–1942)
- Iwan Burjatschok (1877–1936)
- Dawid Dawidowitsch Burljuk (1882–1967)
- Wladimir Dawidowitsch Burljuk (1886–1917)
- Borys Buryak (* 1953)
- Stepan Butnyk (1874–1952)
- Julian Buzmanjuk (1885–1967)
- Anatolij Bykow (1939–2024)

## C
- Chan Mykola (1924–1981)
- Oleksandr Charkiw (1897–1939)
- Wassyl Chmeljuk (1903–1986)
- Mychajlo Cholodowskyj (1855–1926)
- Petro Cholodnyj (1876–1930)
- Petro Cholodnyj (1902–1990)
- Ludwig Choris (1795–1828)
- Mychajlo Chmelko (1919–1996)
- Wassyl Chymotschka (1950–2016)
- Jurij Chymytsch (1928–2003)
- Walentyn Chruschtsch (1943–2005)
- Wassyl Chutopyla (* 1953)
- Iwan Chworostezkyj (1888–1958)
- Oleksandr Chwostenko-Chwostow (1895–1968)
- Mykola Chrustalenko (1906–1984)

## D
- Mykola Dantschenko (1958–2022)
- Oleksandr Dantschenko (1926–1993)
- Olga Ludwigowna Della-Vos-Kardowskaja (1875–1952)
- Sonia Delaunay-Terk (1885–1979)
- Oleh Denyssenko (* 1960)
- Nina Denyssowa (* 1942)
- Mychajlo Derehus (1904–1997)
- Wiktorija-Maryna Derehus (1929–1996)
- Hryhorij Djadtschenko (1869–1921)
- Wassyl Djadynjuk (1900–1944)
- Mychajlo Dmytrenko (1908–1997)
- Marija Dolnicka (1895–1974)
- Luka Dolynskyj (1745–1824)
- Danylo Dowboschynskyj (1924–2012)
- Wassyl Dowhoschyja (1892–1933)
- Hryhorij Dowschenko (1899–1980)
- Iwan Drjapatschenko (1881–1936)
- Danylo Dsewanowskyj (1916–2002)
- Heorhij Dubynskyj (1900–1935)

## E
- Erno Erb (1878–1943)

## F
- Mykola Fedjuk (1885–1962)
- Oleksij Fischtschenko (1920–2010)
- Senowij Flinta (1935–1988)
- Mojssej Fradkin (1904–1974)
- Teofil Fraerman (1883–1957)

## G
- Mykola Ge (1831–1894)
- Nikolai Iwanowitsch Getman (1917–2004)
- Lew Gez (1896–1971)
- Larysa Golik (* 1958)
- Jefim Golyscheff (1897–1970)
- Valeri Gourski (1954–2006)
- John D. Graham (1886–1961)
- Jan Greim (1860–1886)

## H
- Wolodymyr Hahenmejster (1887–1938)
- Jewhenija Haptschynska (* 1974)
- Wolodymyr Harbus (* 1951)
- Halyna Harkawenko (1933–2008)
- Albin Hawdsynskyj (1923–2014)
- Marko Hejko (1956–2009)
- Mykola Hluschtschenko (1901–1977)
- Jacques Hnizdovsky (1915–1985)
- Oleksandr Hnylyzkyj (1961–2009)
- Oleh Holossij (1965–1993)
- Olena Holub (* 1951)
- Jaryna Homenjuk (1913–1989)
- Sofija Homenjuk (1921–2001)
- Iwan Hontschar (1911–1993)
- Emilija Hontscharowa (* 1938)
- Iwan Hopkalo (1894–1984)
- Demjan Hornjatkewytsch (1892–1980)
- Pawlo Horobez (1905–1974)
- Alla Horska (1929–1970)
- Ihor Hryhorjew (1934–1977)
- Serhij Hryhorjew (1910–1988)
- Wiktor Hryhorow (1939–2002)
- Oleksa Hryschtschenko (1883–1977)
- Ihor Hubskyj (1954–2022)
- Olessja Hudyma (* 1980)
- Oleksandr Huristjuk (* 1959)
- Olha Hurska (1902–1975)
- Liuboslav Hutsaliuk (1923–2003)
- Kyrylo Hwosdyk (1895–1981)

## I
- Nelli Issupowa (* 1939)
- Mykola Iwasjuk (1865–1937)

## J
- Tetjana Jablonska (1917–2005)
- Petro Jablunowskyj (1910–1984)
- Myroslaw Jahoda (1957–2018)
- Olena Jakowenko (1914–1999)
- Heorhij Jakutowytsch (1930–2000)
- Serhij Jakutowytsch (1952–2017)
- Oleksandr Jakymtschenko (1878–1929)
- Wolodymyr Janowskyj (1876–1966)
- Iryna Jarema (* 1931)
- Hnat Jaremenko (1874–1915)
- Stepan Jaremytsch (1869–1939)
- Panas Jarmolenko (1886–1953)
- Mykola Jaroschenko (1848–1998)
- Mychajlo Jarowyj (1864–1940)
- Stepan Jarowyj (1913–1988)
- Ljudmyla Jastreb (1945–1980)
- Jazko s Wyschni (17 Jhr.)
- Jurij Jehorow (1926–2008)
- Kostjantyn Jelewa (1897–1950)
- Wolodymyr Jemez (1938–2019)
- Jelena Jemtschuk (* 1970)
- Wassili Dmitrijewitsch Jermilow (1894–1968)
- Iwan Jischakewytsch (1864–1962)
- Semen Joffe (1909–1991)
- Marija Junak (1902–1977)
- Jakiw Juschtschenko (1912–1987)
- Natalija Jusefowytsch (1932–2009)

## K
- Slava Kaas (* 1997)
- Schanna Kadyrowa (* 1981)
- Stepan-Sawa Kalynowytsch (18 Jhr.)
- Tymofij Kalynskyj (?–nach 1808)
- Jurij Kamyschnyj (* 1962)
- Oleksij Kapitan (1927–2001)
- Sofija Karaffa-Korbut (1924–1996)
- Natalija Karpinska (* 1978)
- Heorhij Kasakow (1947–2013)
- Mykola Kasperowytsch (1885–1938)
- Wlodko Kaufman (* 1957)
- Iwan Kejwan (1909–1992)
- Pawlo Kerestej (* 1962)
- Vasyl Khmeluk (1903–1986)
- Jurij Klapouch (* 1963)
- Mychajlo Kmit (1910–1981)
- Stepan Kobyljanskyj (1866–1940)
- Jurij Koch (* 1958)
- Stepan Kolesnikoff (1879–1955)
- Teofil Kopystynskyj (1844–1916)
- Jaroslawa Korol (1954–2009)
- Wassyl Koroliw-Staryj (1979–1941)
- Serhij Kornijewskyj (* 1967)
- Wassyl Kortschowyj (* 1962)
- Feodossij Kosatschynskyj (1864–1922)
- Borys Kossarew (1897–1994)
- Kyriak Kostandi (1852–1921)
- Oleksandr Kostezkyj (1954–2010)
- Ernest Kotkow (1931–2012)
- Hryhorij Kowalenko (1868–1937)
- Marija Kotljarewska (1902–1984)
- Wiktor Kowaljow (1822–1894)
- Wiktorija Kowaltschuk (1954–2021)
- Pawlo Kowschun (1896–1939)
- Fotij Krassyzkyj (1873–1944)
- Nikita Kravtsov (* 1988)
- Ochrim Krawtschenko (1903–1985)
- Jelysaweta Kremnyzka (1925–1978)
- Jewhraf Krendowskyj (1810–1870er)
- Adam Krwawytsch (* 1938)
- Wolodymyr Krychazkyj (1877–1942)
- Wiktor Kryschaniwskyj (1950–2016)
- Hryhorij Kryschewskyj (1918–1992)
- Kostjantyn Kryschyzkyj (1858–1911)
- Fedir Krytschewskyj (1879–1947)
- Mykola Krytschewskyj (1898–1961)
- Wassyl Krytschewskyj (1873–1952)
- Anatolij Krywolap (* 1946)
- Hryhorij Ksjons (1874–1947)
- Mychajlo Kublyk (* 1948)
- Iwan Kulez (1880–1952)
- Olena Kultschyzka (1877–1967)
- Mykola Kumanowskyj (1951–2016)
- Iwan Kurach (1909–1968)
- Heorhij Kurnakow (1887–1977)
- Ossyp Kurylas (1870–1951)
- Nikolai Dmitrijewitsch Kusnezow (1850–1929)
- Wira Kutynska (1897–1981)
- Teofil-Isydor Kusmowytsch (1906–2001)
- Lel Kusminkow (1925–2012)
- Myron Kyprijan (1930–2019)

## L
- Arnold Lachowskyj (1880–1937)
- Hennadij Ladyschenskyj (1853–1916)
- Walerij Lamach (1925–1978)
- Hryhorij Laptschenko (1801–1876)
- Andronyk Lasartschuk (1870–1934)
- Kost Lawro (* 1961)
- Mykola Lebid (1936–2007)
- Felix Lemberskyj (1913–1970)
- Petro Lewtschenko (1856–1917)
- Soja Lerman (1934–2014)
- Jewhen Leschtschenko (* 1952)
- Sonia Lewitska (1874–1937)
- Dmitri Grigorjewitsch Lewizki (1735–1822)
- Petro Lewtschenko (1856–1917)
- Myron Lewyzkyj (1913–1993)
- Olga Liashenko (* 1979)
- Jewsebij Lipezkyj (1889–1970)
- Robert Lisovsky (1893–1982)
- Soja Lissowska-Nyschankiwska (* 1927)
- Alexander Dmitrijewitsch Litowtschenko (1835–1890)
- Jossyp Ljubytsch (1896–1990)
- Anton Lohow (* 1984)
- Kostjantyn Lomykin (1924–1993)
- Adolf Losa (1931–2004)
- Anton Lossenko (1737–1773)
- Louis Lozowick (1892–1973)
- Jaroslaw Lukawezkyj (1908–1993)
- Stepan Luzyk (1906–1963)
- Anatolij Lymarjew (1929–1985)
- Kateryna Lysovenko (* 1989)
- Iwan Lyssenko (1921–1977)
- Walentyn Lytwynenko (1908–1979)

## M
- Sergiy Maidukov (* 1980)
- Pawlo Makow (* 1958)
- Wsewolod Maksymowytsch (1894–1914)
- Kasimir Sewerinowitsch Malewitsch (1879–1935)
- Mykola Panassowytsch Malynka (1913–1993)
- Mykola Malyschko (* 1938)
- Petro Malyschko (* 1941)
- Maksym Mamsikow (* 1968)
- Stepan Mamtschytsch (1924–1974)
- Fedir Manajlo (1910–1978)
- Antin Manastyrskyj (1878–1969)
- Emmanuel Mané-Katz (1894–1962)
- Abram Manewitsch (1881–1942)
- Oleksa Mann (* 1978)
- Anastasija Markowytsch (1937–2018)
- Petro Markowytsch (* 1979)
- Iwan Martschuk (* 1936)
- Porfyrij Martynowytsch (1856–1933)
- Oksana Mas (* 1969)
- Halyna Masepa (1910–1995)
- Ljubomyr Medwid (* 1941)
- Wadim Georgijewitsch Meller (1884–1962)
- Antin Maliutsa (1908–1970)
- Wolodymyr Melnytschenko (1932–2023)
- Leonid Mescheryzkyj (1930–2007)
- Ljudmyla Mjeschkowa (* 1938)
- Roman Minin (* 1981)
- Oleh Minko (1938–2013)
- Abraham Mintchine (1898–1931)
- Apollon Nikolajewitsch Mokrizki (1810–1870)
- Mychajlo Moros (1904–1992)
- Mykola Muraschko (1844–1909)
- Oleksandr Muraschko (1875–1919)
- Jaroslawa Musyka (1894–1973)
- Leonid Mutschnyk (1896–1966)
- Wolodymyr Mykyta (* 1931)

## N
- Nakonetschnyj Andrij (1905–1983)
- Sofija Nalepynska-Bojtschuk (1884–1937)
- Danylo Narbut (1916–1998)
- Heorhij Narbut (1886–1920)
- Mykola Nedilko (1902–1979)
- Nikifor (1895–1968)
- Oleksa Nowakiwskyj (1872–1935)
- Jerzy Nowosielski (1923–2011)
- Iwanna Nyschnyk-Wynnykiw (1912–1993)

## O
- Leonid Obosnenko (1884–1937)
- Ostap Obroza (1931–1979)
- Kateryna Omeltschuk (* 1982)
- Nykanor Onazkyj (1874–1937)
- Oleksandr Olchow (* 1956)
- Arkadija Olenska-Petryschyn (1934–1996)
- Wolodymyr Orlowskyj (1842–1914)
- Oleksandr Osmjorkin (1892–1953)
- Iwan Ostafijtschuk (* 1940)
- Serhij Otroschtschenko (1910–1988)

## P
- Ihor Palij (* 1963)
- Iwan Padalka (1894–1937)
- Wiktor Nikandrowitsch Palmow (1888–1929)
- Julian Pankewytsch (1863–1933)
- Ljubow Pantschenko (1938–2022)
- Tetjana Pata (1884–1976)
- Wolodymyr Patyk (1926–2016)
- Paraska Pawlenko (1881–1983)
- Kapiton Stepanowitsch Pawlow (1892–1952)
- Jurij Pawlowytsch (1874–1947)
- Wasyl Perebyinisse (1896–1966)
- Dmytro Perepelyzja (1903–1981)
- Wiktor Perepitschaj (1944–2020)
- Kateryna Petrokokino (1857–1939)
- Heorhij Petrow (1927–2013)
- Anna Iwanowna Petrowa (* 1962)
- Anatolij Petryzkyj (1895–1964)
- Kostjantyn Piskorskyj (1892–1922)
- Anatolij Plamenyzkyj (1920–1982)
- Anatolij Platonow (1927–2005)
- Chariton Platonowitsch Platonow (1842–1907)
- Olha Pleschkan (1898–1985)
- Paraska Plytka-Horyzwit (1927–1998)
- Iwan Pochytonow (1850–1923)
- Les Poderwjanskyj (* 1952)
- Mykola Pohribnjak (1885–1965)
- Wiktor Poltawez (1925–2003)
- Semen Prochorow (1873–1948)
- Mykola Prachow (1873–1957)
- Marija Prymatschenko (1909–1997)
- Natalka Prystaj-Ohonowska (1899–1969)
- Hlafira Psjol (1823–1886)
- Jaroslaw Pstrak (1878–1916)
- Borys Pylypenko (1892–1937)
- Oryna Pylypenko (1893–1979)
- Mykola Pymonenko (1862–1912)
- Mykola Pysanko (1910–1996)
- Serhij Puschtschenko (1960–2022)
- Wiktor Pusyrkow (1918–1999)
- Sascha Putrja (1977–1989)

## R
- Maria Rajewskaja-Iwanowa (1840–1912)
- Polina Rajko (1928–2004)
- Wlada Ralko (* 1969)
- Iwan Raschewskyj (1849–1921)
- Ilja Jefimowitsch Repin (1844–1930)
- Fedir Risnytschenko (1865–1924)
- Wassyl Rjabtschenko (* 1954)
- Demjan Rojewytsch (17 Jhr.)
- Oleksandr Rojtburd (1961–2021)
- Opanas Rokatschewskyj (1803–1901)
- Mykola Rokyzkyj (1901–1944)
- Tyt Romantschuk (1865–1911)
- Leonid Rossocha (1942–2010)
- Wjatscheslaw Roswadowskyj (1875–1943)
- Oleksandr Ruban (1900–1943)
- Harry Ruff (* 1931)
- Valentin Rusin (* 1958)
- Iwan Rutkowytsch (1650–1708)
- Issachar Ber Ryback (1897–1935)
- Mychajlo Rybaltschenko (1909–1998)
- Ada Rybatschuk (1931–2010)
- Wolodymyr Rybotyzkyj (* 1942)

## S
- Fjodor Sacharowitsch Sacharow (1919–1997)
- Petro Sachro (1918–1987)
- Oleksiy Sai (* 1975)
- Iwan Kondratjewitsch Saizew (1805–1887)
- Oleksandr Sajenko (1899–1995)
- Opanas Salywacha (1925–2007)
- Wiktor Dmitrijewitsch Samirailo (1868–1939)
- Mykola Samokysch (1860–1944)
- Sana Shahmuradova Tanska (* 1996)
- Mychajlo Saposchnykow (1871–1937)
- Wiktor Sarezkyj (1925–1990)
- Sofija Saryzka (1897–1972)
- Wiktor Sarubin (1925–1990)
- Wolodymyr Sastawskyj (1930–2020)
- Arsen Sawadow (* 1962)
- Oleksandr Sawtschenko-Bilskyj (1900–1991)
- Wiktor Sawyn (1907–1971)
- Hanna Schabatura (1914–2004)
- Oleksandra Schabatura (1913–1989)
- Porfyrij Schalko-Tytarenko (1881–1949)
- Stanislaw Schalobnjuk (* 1976)
- Oleksa Schatkiwskyj (1908–1979)
- Oksana Schatschko (1987–2018)
- Dmytro Schawykin (1902–1965)
- Manujil Schechtman (1900–1941)
- Lew Michailowitsch Schemtschuschnikow (1828–1912)
- Oleksandr Schewtschenko (1883–1948)
- Taras Schewtschenko (1814–1861)
- Paul Schleifer (1814–1879)
- Mykola Schmatko (1943–2020)
- Marija Schnajder-Senjuk (1936–2025)
- Oleksij Schowkunenko (1884–1974)
- Kateryna Schtanko (* 1951)
- Illja Schtilman (1902–1966)
- Mychajlo Schuk (1883–1964)
- Iwan Schulha (1889–1956)
- Oleh Schupljak (* 1967)
- Mykola Schurawel (* 1960)
- Serhij Schyschko (1911–1997)
- Oleh Schywotkow (* 1933)
- Oleksandr Schywotkow (* 1964)
- Serhij Schywotkow (1961–2000)
- Wassyl Sedljar (1899–1937)
- Iwan Fjodorowitsch Selesnjow (1856–1936)
- Roman Selskyj (1903–1990)
- Wassyl Semenko (?–1914)
- Iwan Semessjuk (* 1979)
- Ljudmyla Semykina (1924–2021)
- Fedir Senkowytsch (um 1570–1631)
- Sinaida Jewgenjewna Serebrjakowa (1924–2021)
- Antin Sereda (1890–1961)
- Heorhij Serhjejew (1913–1986)
- Iwan Seweryn (1881–1964)
- Halyna Sewruk (1929–2022)
- Masha Shubina (* 1979)
- Margit Sielska-Reich (1900–1980)
- Stepan Sihetij (1926–2014)
- Tiberij Silwaschi (* 1947)
- Jurij Sinhalewytsch (1911–1947)
- Maria Siniakova (1890–1984)
- Mykola Sirobaba (* 1944)
- Mykola Skadowskyj (1845–1892)
- Maryna Skuharjewa (* 1962)
- Opanas Slastion (1855–1933)
- Wolodymyr Sljeptschenko (* 1947)
- Hryhorij Smolskyj (1893–1985)
- Hanna Sobatschko-Schostak (1883–1965)
- Bohdan Sojka (1938–2018)
- Andrij Solohub (1922–2010)
- Anton Solomoukha (1945–2015)
- Iwan Iwanowitsch Sokolow (1823–1910)
- Hryhorij Solotow (1882–1960)
- Ossyp Sorochtej (1890–1941)
- Iwan Soschenko (1807–1876)
- Wolodymyr Sosnowskyj (1922–1990)
- Modest Sossenko (1875–1920)
- Oleksij Stepowyj (* 1927)
- Wassili Iwanowitsch Sternberg (1818–1845)
- Hryhorij Stezenko (1710–1781)
- Petro Stoljarenko (1925–2018)
- Mykola Storoschenko (1928–2015)
- Halyna Subtschenko (1929–2000)
- Rufin Sudkowskyj (1850–1885)
- Ochrim Sudomora (1889–1968)
- Petro Suponin (1898–1990)
- Wenedykt Swiderskyj (1736–um 1800)
- Karlo Swirynskyj (1924–1997)
- Jefrem Switlytschnyj (1901–1976)
- Hryhorij Switlyzkyj (1872–1948)
- Serhij Switoslawskyj (1857–1931)
- Serhij Swjattschenko (* 1952)
- Wiktor Sydorenko (* 1953)
- Wolodymyr Sydoruk (1925–1997)
- Marija Synjakowa (1890–1984)
- Wolodymyr Synyzkyj (1896–1986)
- Stanislaw Sytschow (1937–2003)

## T
- Wladimir Jewgrafowitsch Tatlin (1985–1953)
- Sofija Tereschtschenko (1887–1948)
- Anton Tetjora (1927–2007)
- Oleh Tistol (* 1960)
- Mychajlo Tkatschenko (1860–1916)
- Mychajlo Todorow (1915–1997)
- Stepan Tomassewytsch (1859–1932?)
- Wiktor Tolotschko (1922–2006)
- Hryhorij Tomenko (1915–1994)
- Iwan Tolkatschewskyj (Ende 19. – Anfang 20. Jh.)
- Sinowi Schenderowitsch Tolkatschow (1903–1977)
- Lidija Tremmeri (1946–1996)
- Oleksandr Tretjakiw (1896–1940)
- Karpo Trochymenko (1885–1979)
- Klym Trochymenko (1898–1979)
- Wassyl Tropinin (1776–1857)
- Walerija Trubina (* 1966)
- Iwan Trusch (1869–1941)
- Konstantin Alexandrowitsch Trutowski (1826–1893)
- Iwan Tschajkowskyj (18 Jhr.)
- Hryhorij Tschajkowskyj (1709–1757)
- Wassyl Tschebanyk (1933–2025)
- Wassyl Tschehodar (1918–1989)
- Wilen Tschekanjuk (1932–2000)
- Heorhij Tschernjawskyj (1924–1981)
- Wolodymyr Tschernikow (1918–1992)
- Hryhorij Tschestachiwskyj (1820–1893)
- Mychajlo Tschornyj (1933–2020)
- Jewhen Tschujkow (1924–2000)
- Pylyp Tschyrko (1859–1928)
- Leonid Tschytschkan (1911–1977)
- Illja Tschytschkan (* 1967)
- Mychajlo Turowskyj (* 1933)
- Roman Turowskyj (* 1961)
- Marfa Tymchenko (1922–2009)
- Walentyn Tyschezkyj (* 1951)
- Hryhorij Tyschkewytsch (* 1940)

## U
- Kornylo Ustyjanowytsch (1839–1903)

## W
- Mychajlo Wajnschtejn (1940–1981)
- Jossyp Wajsblat (1898–1979)
- Mykola Waker (1897–1987)
- Oleksandr Walenta (1944–1997)
- Mykola Waker (1897–1987)
- Hawrylo Wasko (1820– nach 1887)
- Serhij Wassylkiwskyj (1854–1917)
- Matwej Weissberg (* 1958)
- David Widhopff (1867–1933)
- Oleksandr Wojtowytsch (* 1971)
- Artem Wolokitin (* 1981)
- Pawlo Wolokydin (1877–1936)
- Jewdokym Woloschynow (1824–1913)
- Mykola Worochta (* 1947)
- Iwan Wrona (1887–1970)
- Jewhen Wscheschtsch (1853–1917)
- Jewhen Wutschytschewytsch (1874? – nach 1950)

## Y
- Boris Yeghiazaryan (* 1956)

## Z
- Wassyl Zaholow (* 1957)
- Mykola Zelujko (1937–2007)
- Bohdan Ziza (* 1994)
- Wolodymyr Zjupko (* 1936)
- Walentyna Zwjetkowa (1917–2007)
- Hryhorij Zyss (1869–1934)